# Robert Fitzgerald
Robert Emmett Fitzgerald, detto Bobby (Minneapolis, 3 ottobre 1923 – Luverne, 22 aprile 2005), è stato un pattinatore di velocità su ghiaccio statunitense.

## Palmarès

### Olimpiadi invernali
- Argento a Sankt Moritz 1948 nei 500 metri.